# Paratropis sanguinea
Paratropis sanguinea is een spinnensoort uit de familie Paratropididae. De soort komt voor in Brazilië.